# Ainslie St. Transit Terminal

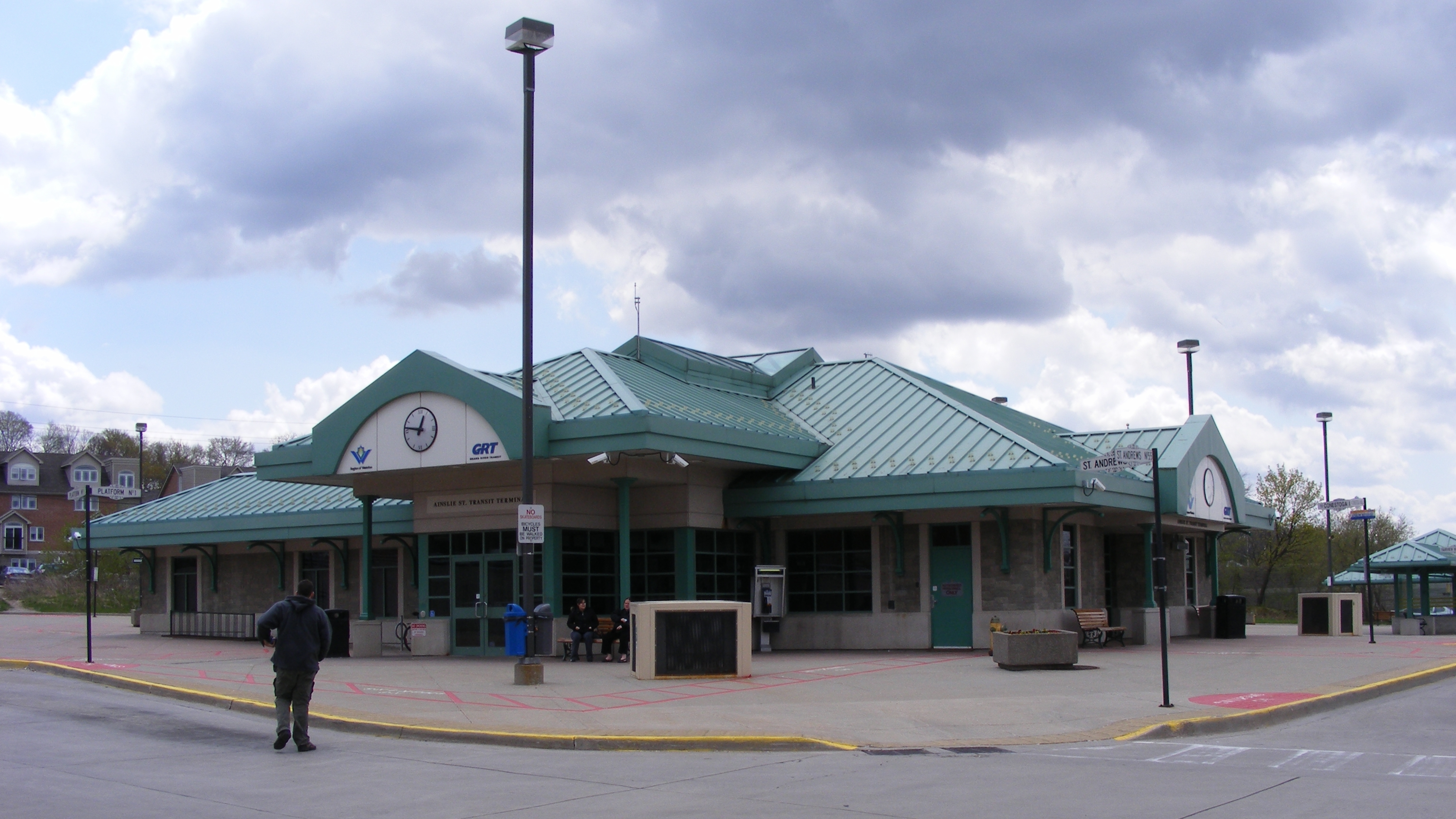
Ainslie Terminal

Das Ainslie St. Transit Terminal ist der Hauptknotenpunkt für den lokalen Grand-River-Transit-Busverkehr in Cambridge, Ontario.
Das Bauwerk wurde als Ersatz für das Mill Street Terminal (Mill Street in der Nähe der Main Street und der Ainslie Street) als Reaktion auf einen von der Stadt in Auftrag gegebenen Verkehrsbericht von 1988 gebaut, in dem festgestellt wurde, dass die vorhandenen Einrichtungen völlig unzureichend sind und stillgelegt werden sollten. Das Gebäude ist ein einstöckiges Gebäude mit Warteräumen, Ticketschalter, öffentlichen Toiletten- und Waschräumen und Verkaufsautomaten. Es ist auf allen Seiten von Busplattformen umgeben. Von März bis Oktober 2024 wurde der Servicebereich umgebaut.

## GRT Bus-Linien
- 51 Hespeler
- 53 Franklin
- 54 Lisbon Pines
- 55 Grand Ridge
- 57 Blair
- 58 Elmwood
- 59 Christopher
- 63 Champlain
- 206 Coronation
- 302 Ion Bus zum Fairway station